# Second Allied Tactical Air Force

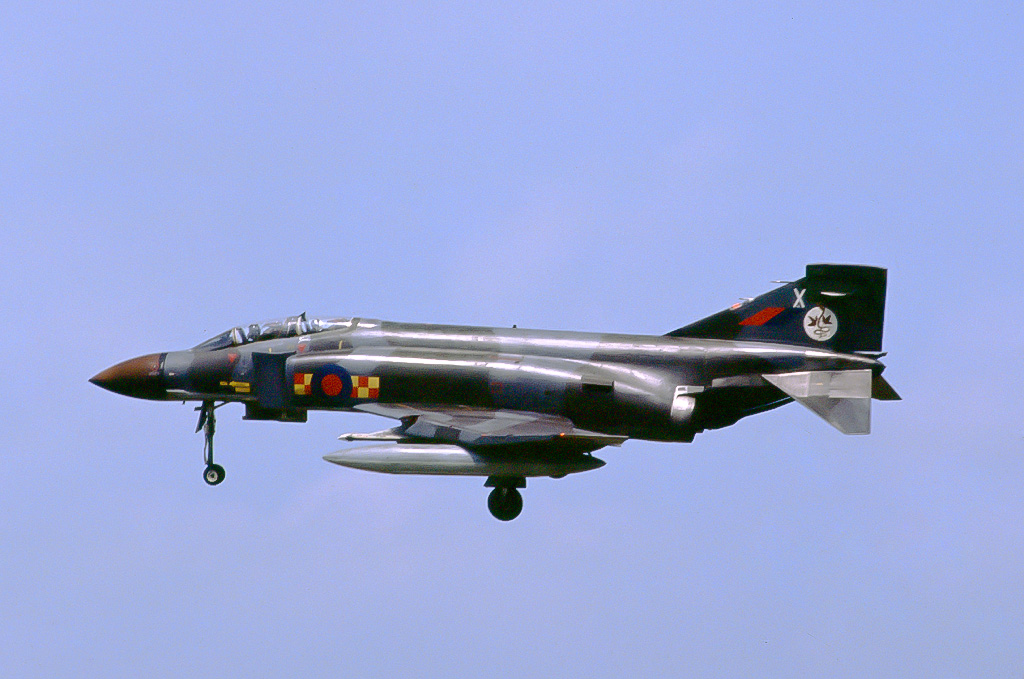
Phantom landet auf Fliegerhorst RAF Wildenrath

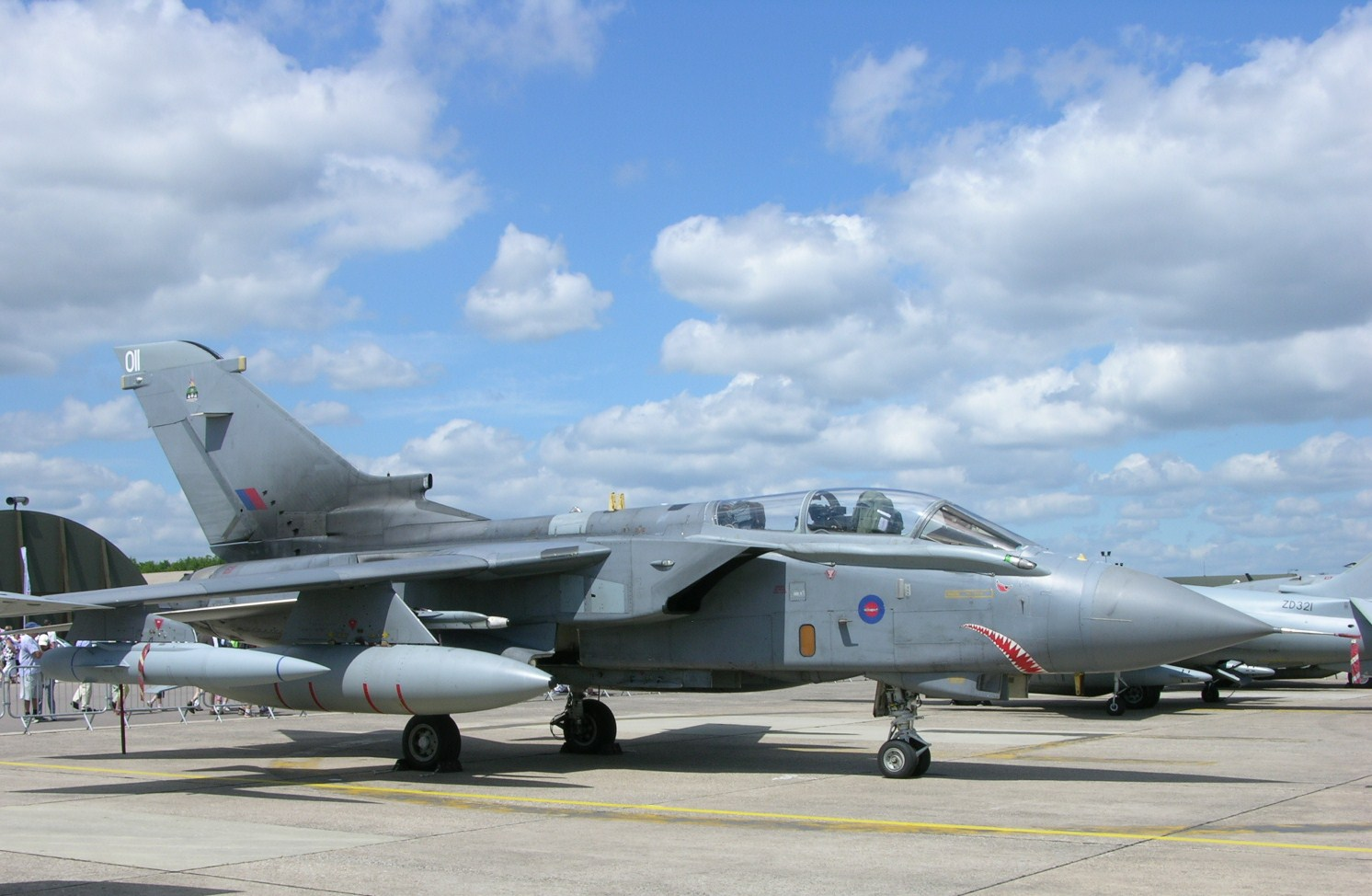
Tornado GR

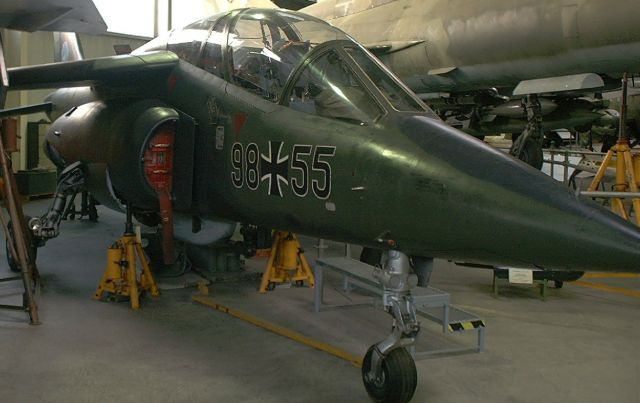
Alpha Jet der Luftwaffe

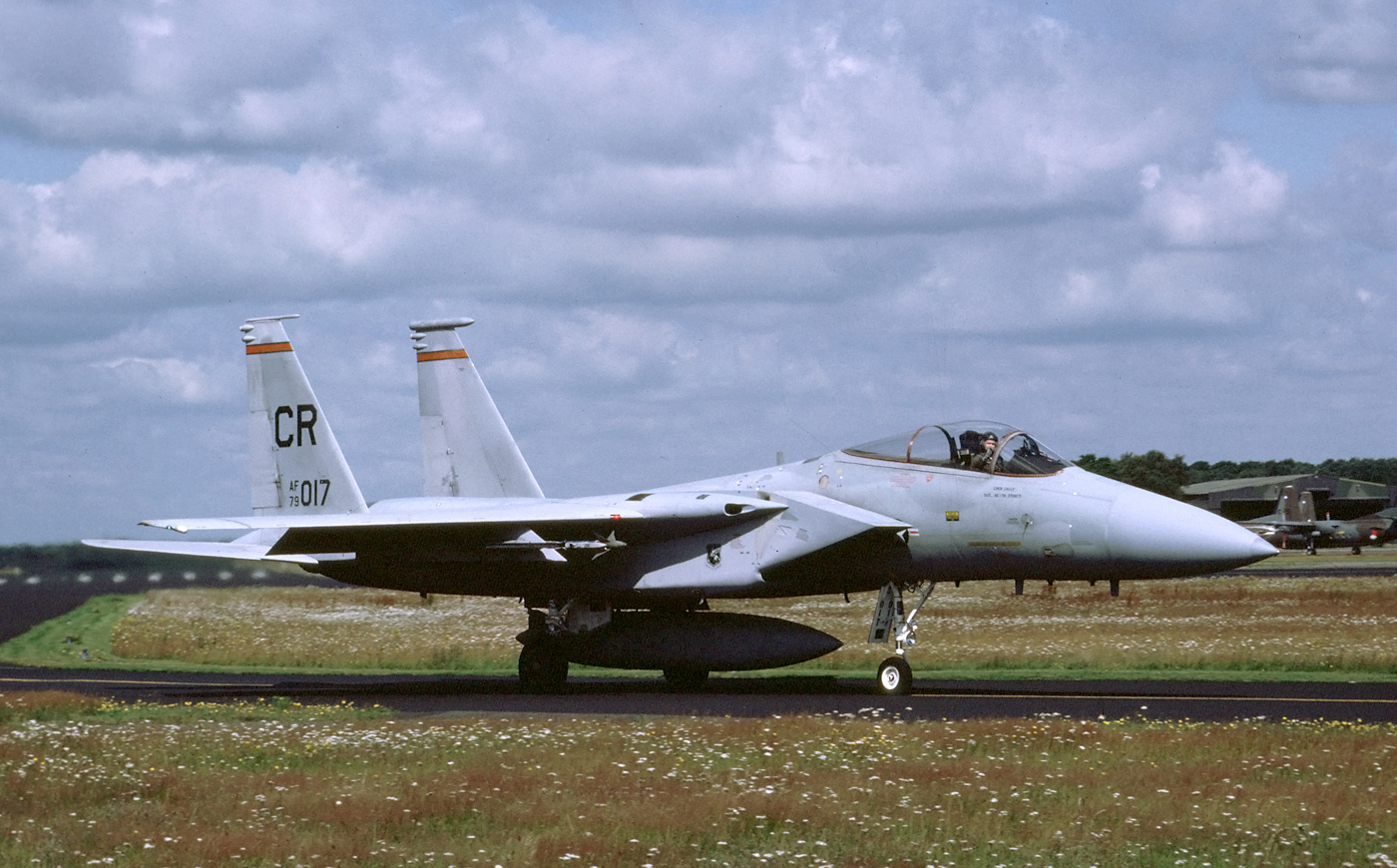
F-15-Kampfflugzeug

Die Second Allied Tactical Air Force (kurz: 2 ATAF; deutsch 2. Alliierte Taktische Luftflotte) war ein Großverband der NATO mit Hauptquartier in Mönchengladbach-Rheindahlen zur Zeit des Kalten Krieges. Ihre Aufgabe bestand darin, Luftunterstützung für die NORTHAG (Northern Army Group) zur Verfügung zu stellen. Die 2 ATAF wurde 1958 gegründet und 1993 wieder aufgelöst. Ihre Aufgaben wurden anschließend von den Allied Air Forces Central Europe übernommen.

## Geschichte
Die 2 ATAF befehligte alle in ihrem Sektor stationierten fliegenden Einheiten sowie Verstärkungen, die im V-Fall in ihrem Sektor eingeflogen und ihr unterstellt worden wären. Dazu gehörten ebenfalls bodengestützte Radarsysteme und -stationen, Flugabwehreinheiten und die Militärflugplätze bzw. Fliegerhorste in ihrem Verantwortungsbereich. Da AIRBALTAP nur über drei Jägerstaffeln verfügte, wäre Verstärkung über die 2 ATAF im Bereich von LANDJUT erfolgt. Die Befehlskette verlief vom COMAIRCENT über die 2 ATAF bis hin zu den SOC (Sector Operations Center).
Das Zuständigkeitsgebiet umfasste die Niederlande, Belgien und Deutschland nördlich der Stadt Kassel und südlich der Elbe. Kommandant der 2 ATAF war der kommandierende Air Chief Marshal der britischen RAF Second Tactical Air Force, die am 1. Januar 1959 in RAF Germany umbenannt wurde.
Zu den Hauptaufgaben der 2 ATAF gehörten CAS (Close Air Support = Luftnahunterstützung), BAI (Battlefield Interdiction = Gefechtsfeldabriegelung) und AI (Air Interdiction = Abriegelung aus der Luft). Im Gegensatz zur US-amerikanischen geprägten 4 ATAF folgte die taktische Ausrichtung der 2 ATAF britischen Vorstellungen, die paarweise Angriffe mit hoher Geschwindigkeit auf „Zufallsziele“ (opportunity target) im extremen Tiefflug favorisierte.

„The technology gap, which once gave us in NATO an offset against the Warsaw Pact's larger numbers, has narrowed very significantly in recent years. Aircraft such as the Fencer, of which there are now almost 400 facing us in the Central Region, are capable of reaching targets deep into Western Europe, and of delivering their weapons, even in bad weather, with an accuracy comparable to our own. In the air defence role, Foxbat E is now based in East Germany and the 8 - Russian "F-18ski", the Fulcrum, is likely to be deployed forward within the next two years... In parallel, new surface-to-air missiles are being brought in to replace the older SA-2 and SA-4 systems, and new radars, including an AWACS (the Mainstay) will provide not only stronger defence but enable the Pact to control operations more ffectively over NATO territory.” - Der Technologievorsprung, den die NATO einst zum Ausgleich der numerischen Überlegenheit des Warschauer Pakts besaß, hat sich in den letzten Jahren sehr stark eingeengt. Flugzeuge wie der Fencer Suchoi Su-24, von denen es in der Zentralregion jetzt fast 400 Stück gibt, sind in der Lage, Ziele tief in Westeuropa zu erreichen und ihre Waffen auch bei schlechter Sicht mit einer Präzision einzusetzen, die mit der unseren vergleichbar ist. In der DDR ist Foxbat E MiG-25 zur Luftverteidigung stationiert und acht der Fulcrum MiG-29(russische "F-18ski"), werden wahrscheinlich innerhalb der nächsten zwei Jahre nach vorne gebracht werden ... Parallel dazu werden neue Luftabwehrraketen eingesetzt, um die älteren SA-2- und SA-4-Modelle zu ersetzen, und neue Radarsysteme, darunter AWACS (Mainstay), nicht nur zur stärkeren Verteidigung, sondern auch den Pakt zur wirksameren Kontrolle seiner Luftkampfoperationen über dem NATO-Gebiet zu ermöglichen.“

Die Friedenszentrale der 2 ATAF befand sich bei der RAF Rheindahlen. Die Kommandozentrale im Kriegsfall für 2 ATAF und NORTHAG war das Joint Operations Center Maastricht (JOC Maastricht) in den Niederlanden. Als Ersatz für das JOC Maastricht wurde von der NATO 1983 mit dem Bau des Static War Headquarters Castlegate in Linnich bei Düren begonnen. Das alternative Kriegshauptquartier lag in Kanne/Belgien nördlich von Fort Eben-Emael. Die 2 ATAF befehligte die britische Royal Air Force Germany, die belgische Luftwaffe, die Royal Netherlands Air Force, zwei Divisionen der deutschen Luftwaffe und eine US Air Force Tactical Fighter Group, sowie umfangreiche Luftabwehr- und Radaranlagen in Deutschland, Belgien und den Niederlanden.
Bei einer Eskalation bestand die Möglichkeit, die 2 ATAF mit Einheiten aus der 3rd Air Force (in Großbritannien stationiert), der 8th Air Force (Aufklärung und Bomberverbände), der 9th Air Force (follow-on reinforcements) und der 12th Air Force zu verstärken, des Weiteren mit Luftverbänden der französischen Luftwaffe und der in Großbritannien stationierten RAF. Zu Beginn der Feindseligkeiten mit dem Warschauer Pakt hätte die 2 ATAF sofort rund 700 Kampfflugzeuge zur Verfügung gehabt.

## Befehlshaber
- Air Marshal Sir Humphrey Edwardes-Jones (1. Januar 1959 – 7. Januar 1961)
- Air Marshal Sir John Grandy (7. Januar 1961 – 25. Juni 1963)
- Air Marshal Sir Ronald Lees (25. Juni 1963 – 6. Dezember 1965)
- Air Marshal Sir Denis Spotswood (6. Dezember 1965 – 16. Juli 1968)
- Air Marshal Christopher Foxley-Norris (16. Juli 1968 – 10. November 1970)
- Air Marshal Harold Brownlow Martin (10. November 1970 – 4. April 1973)
- Air Marshal Nigel Maynard (4. April 1973 – 19. Januar 1976)
- Air Marshal Sir Michael Beetham (19. Januar 1976 – 25. Juli 1977)
- Air Marshal Sir John Stacey (25. Juli 1977 – 25. Juli 1977)
- Air Marshal Sir Peter Terry (30. April 1979 – 2. Februar 1981)
- Air Marshal Sir Thomas „Jock“ Kennedy (2. Februar 1981 – 9. April 1983)
- Air Marshal Sir Patrick Hine (9. April 1983 – 1. Juli 1985)
- Air Marshal Sir David Parry-Evans (1. Juli 1985 – 13. April 1987)
- Air Marshal Sir Anthony Skingsley (13. April 1987 – 14. April 1989)
- Air Marshal Sir Roger Palin (14. April 1989 – 14. April 1989)
- Air Marshal Sir Andrew Wilson (22. April 1991 – 1993?)

## Gliederung (Kriegsstruktur im Alarmierungsfall, Stand: 1989)
(Quelle:)
Headquarters Second Allied Tactical Air Force, RAF Rheindahlen/JOC Maastricht
- - Air Defence Operations Center/Luftverteidigungsgefechtstand (ADOC), Maastricht
    - Sector Operations Center 1 (SOC 1), Brockzetel
      - Control and Reporting Centre (CRC) Brekendorf – III./Fernmelderegiment 34 (III./FmRgt 34) (Luftwaffe)
      - CRC Brockzetel – I./FmRgt 34 (Luftwaffe)
      - CRC Visselhövede – II./FmRgt 34 (Luftwaffe)
      - Royal Netherlands Air Force, Control and Reporting Center Nieuw Milligen, Niederlande
      - No. 225 Geschwader, (3× I-Hawk& 3× Flycatcher/Bofors 40L70 AAA)

    - Sector Operations Center 2 (SOC 2), Uedem
      - CRC Uedem – I./FmRgt 33 (Luftwaffe)
      - CRC Auenhausen – III./FmRgt 33 (Luftwaffe)
      - CRC Erndtebrück – II./FmRgt 33 (Luftwaffe)
      - Royal Belgium Air Force, Control and Reporting Center Bassenge, Belgium
      - Tieffliegermelde- und Leitdienst (TMLD) – IV./FmRgt 33 (Luftwaffe) mit Abteilungsstab in Faßberg

  - Royal Air Force Germany, RAF Rheindahlen
    -       - 4. Wing, administrative Kontrolle RAF Regiment Rapier Staffeln basiert in der BRD
      - 33. Wing, administrative Kontrolle RAF Regiment Light Armour Staffeln basiert in der BRD

    - RAF Bruggen, BRD
      - No. 9 Geschwader, 12× Tornado GR
      - No. 14 Geschwader, 12× Tornado GR
      - No. 17 Geschwader, 12× Tornado GR
      - No. 31 Geschwader, 12× Tornado GR
      - No. 37 Geschwader RAF Regiment, (Luftabwehr, 8× Rapier-Raketensysteme)
      - No. 51 Geschwader RAF Regiment, (Light Armour, 15× Spartan, 6× Scorpion)

    - RAF Gütersloh, BRD
      - No. 3 Geschwader, 16× Harrier GR.5
      - No. 4 Geschwader, 16× Harrier GR.5
      - No. 18 Geschwader, 16× CH-47 Chinook (zur Unterstützung der BAOR)
      - No. 230 Geschwader, 16× Puma HC.1 (zur Unterstützung der BAOR)
      - No. 63 Geschwader RAF Regiment, (Luftabwehr, 8× Rapier-Raketensysteme)

    - RAF Laarbruch, BRD
      - No. 2 Geschwader, 12× Tornado GR (Aufklärung)
      - No. 15 Geschwader, 12× Tornado GR
      - No. 16 Geschwader, 12× Tornado GR
      - No. 20 Geschwader, 12× Tornado GR
      - No. 1 Geschwader RAF Regiment, (Light Armour, 15× Spartan, 6× Scorpion)
      - No. 26 Geschwader RAF Regiment, (Air Defence, 8× Rapier-Raketensysteme)

    - RAF Wildenrath, BRD
      - No. 19 Geschwader, 16× Phantom
      - No. 92 Geschwader, 16× Phantom
      - No. 60 Geschwader, Andover CC.2 Transportflugzeuge
      - No. 16 Geschwader RAF Regiment, (Luftabwehr, 8× Rapier-Raketensysteme)

### US Air Force
- 485th Tactical Missile Wing, Florennes Air Base, BE
  - 71st Tactical Missile Geschwader, 48× BGM-109G bodengestützte Marschflugkörper
- Soesterberg Air Base, NL
  - 32d Tactical Fighter Gruppe
  - 32d Tactical Fighter Geschwader, 24× F-15C Eagle
  - No. 221 (Dutch) Geschwader, (3× I-Hawk Systeme)
- Nörvenich Air Base
  - vorgeschobene Basis des 81st Tactical Fighter Wing, 8× A-10A Thunderbolt II

### Belgische Luftwaffe
- 1st Wing, Beauvechain Air Base
  - 349th Geschwader, 24× F-16A Fighting Falcon
  - 350th Geschwader, 24× F-16A Fighting Falcon
  - Luftverteidigungsbatterie mit  6× MIM-23 Hawk
- 2nd Wing, Florennes Air Base
  - 1st Geschwader, 24× F-16A Fighting Falcon
  - 2nd Geschwader, 24× F-16A Fighting Falcon
  - Luftverteidigungsbatterie mit  6× MIM-23 Hawk
- 3rd Wing, Bierset Air Base
  - 8th Geschwader, 36× Mirage 5BA
  - 42nd Geschwader, 22× Mirage 5BR (Aufklärung)
  - Luftverteidigungsbatterie mit  6× MIM-23 Hawk
- 9th Wing, Sint-Truiden Air Base
  - 7th Geschwader, 16× Alpha Jet
  - 11th Geschwader, 16× Alpha Jet
  - Luftverteidigungsbatterie mit  6× MIM-23 Hawk
- 10th Wingnote 2, Kleine Brogel Air Base
  - 23rd Geschwader, 24× F-16A Fighting Falcon
  - 31st Geschwader, 24× F-16A Fighting Falcon
  - Luftverteidigungsbatterie mit  6× MIM-23 Hawk
- Missile Wing, Düren, BRD
  - Wing Staff, Düren
  - 9th Operations Group, Grefrath, BRD
  - 54th Geschwader, Xanten, (9× MIM-14 Nike Hercules)
  - 56th Geschwader, Grefrath, (9× MIM-14 Nike Hercules)
- 13th Operations Group, Düren, BRD
  - 50th Geschwader, Düren, (9× MIM-14 Nike Hercules)
  - 51st Geschwader, Blankenheim, (9× MIM-14 Nike Hercules)
- Missile Support Group, Düren, BRD

### Belgische Armee
- 43rd Artilleriebataljon, Brakel
  - A/43rd Kompanie, Beverungen mit 6× MIM-23 Hawk
  - B/43rd Kompanie, Höxter mit 6× Hawk
  - C/43rd Kompanie, Brakel mit 6× Hawk
  - D/43rd Kompanie, Bad Driburg 6× Hawk
- 62nd Artilleriebataljon, Essentho
  - A/62nd Kompanie, Korbach mit 6× MIM-23 Hawk
  - B/62nd Kompanie, Wolfhagen mit 6× Hawk
  - C/62nd Kompanie, Essentho mit 6× Hawk
  - D/62nd Kompanie, Diemelstadt 6× Hawk

### Royal Netherlands Air Force
- Eindhoven Air Base
  - No. 316 Fighter/Bomber Geschwader, 18× NF-5A Freedom Fighter
  - No. 422 Geschwader, (3× I-Hawk& 3× Flycatcher/Bofors 40L70 AAA)
- Gilze-Rijen Air Base
  - No. 314 Fighter/Bomber Geschwader, 18× NF-5A Freedom Fighter
  - No. 121 Geschwader, (3× I-Hawk& 3× Flycatcher/Bofors 40L70 AAA)
- Leeuwarden Air Base
  - No. 322 Fighter/Bomber Geschwader, 24× F-16A Fighting Falcon
  - No. 323 Fighter/Bomber Geschwader, 24× F-16A Fighting Falcon
  - No. 119 Geschwader, (3× I-Hawk& 3× Flycatcher/Bofors 40L70 AAA)
- Twente Air Base
  - No. 313 Fighter/Bomber Geschwader, 24× F-16A Fighting Falcon
  - No. 315 Fighter/Bomber Geschwader, 24× F-16A Fighting Falcon
  - No. 222 Geschwader, (3× I-Hawk& 3× Flycatcher/Bofors 40L70 AAA)
- Volkel Air Base
  - No. 306 Reconnaissance Geschwader, 18× F-16A F-16A Fighting Falcon (Aufklärung)
  - No. 311 Fighter/Bomber Geschwader, 24× F-16A F-16A Fighting Falconnote 2
  - No. 312 Fighter/Bomber Geschwader, 24× F-16A F-16A Fighting Falconnote 2
  - No. 420 Geschwader, (3× I-Hawk& 3× Flycatcher/Bofors 40L70 AAA)
- De Peel Air Base (Verstärkung)
  - No. 421 Geschwader, (3× I-Hawk& 3× Flycatcher/Bofors 40L70 AAA)
- 3rd Guided Weapons Group, Blomberg
  - No. 324 Geschwader, Aerzen mit 6× I-Hawk Abschussvorrichtung
  - No. 326 Geschwader, Horn-Bad Meinberg mit 6× I-Hawk
  - No. 327 Geschwader, Schwelentrup mit 5× MIM-104 Patriot
  - No. 328 Geschwader, Schwalenberg mit 5× Patriot
- 5th Guided Weapons Group, Stolzenau
  - No. 500 Geschwader, Borstel mit 6× I-Hawk
  - No. 501 Geschwader, Winzlar mit 6× I-Hawk
  - No. 502 Geschwader, Hoysinghausen mit 5× Patriot
  - No. 503 Geschwader, Reinsdorf mit 5× Patriot

### Deutsche Luftwaffe
- 3. Luftwaffendivision, Kalkar
  - Geilenkirchen
    - Flugkörpergeschwader (FKG2) 2), 4× Geschwader mit 9 × Pershing

  - Nörvenich Air Base
    - Jagdbombergeschwader 31 (JaboG 31), 2× Geschwader 16 × Tornado IDS, 6× Tornado IDS in Reserve

  - Rheine-Hopsten Air Base
    - Jagdbombergeschwader 36 (JaboG 36), 2× Geschwader 15 × F-4F Phantom II, 15× F-4F in Reserve

  - Jever Air Base
    - Jagdbombergeschwader 38 (JaboG 38), 1 Geschwader 24 × Tornados IDS

  - 2. Geschwader 16× Tornado ECR, 4× Tornado IDS in Reserve
  - Oldenburg Air Base
    - Jagdbombergeschwader 43 (JaboG 43), 2× Geschwader 18× Alpha Jet, 8× Alpha Jets in Reserve

- 4. Luftwaffendivision, Aurich
  - Jagdgeschwader 71 „Richthofen“, Wittmund, 2 Staffeln mit F-4F Phantom II
  - Flugabwehrraketengeschwader 1, Heide
    - Flugabwehrraketenbataillon 26, Wangerland, 6× MIM-104 Patriot Geschwader; 1× Control Station, 1× Radar Set, 8× Abschussvorrichtung
    - Flugabwehrraketenbataillon 37, Cuxhaven, 4× MIM-23 Hawk Geschwader; 6× Abschussvorrichtung
    - Flugabwehrraketenbataillon 39, Eckernförde, 4× MIM-23 Hawk Geschwader; 6× Abschussvorrichtung
    - Flugabwehrraketengeschwader 2, Bremervörde
    - Flugabwehrraketenbataillon 24, Delmenhorst, 6× MIM-104 Patriot Geschwader; 1× Control Station, 1× **** 31. Air Defense Missile Wing, Westertimke, 4× MIM-23 Hawk Geschwader; 6× Abschussvorrichtung
    - Flugabwehrraketenbataillon 36, Bremervörde, 4× MIM-23 Hawk Geschwader; 6× Abschussvorrichtung
    - Flugabwehrraketengeschwader 3, Oldenburg
    - Flugabwehrraketenbataillon 25, Eydelstedt, 6× MIM-104 Patriot Geschwader; 1× Engagement Control Station, 1× Radar Set, 8× Abschussvorrichtung
    - Flugabwehrraketenbataillon 35, Delmenhorst, mit 4× MIM-23 Hawk Geschwader; 6× Abschussvorrichtung
    - Flugabwehrraketenbataillon 41, Wangerland, 16× Roland in Jever, Hopsten und Wittmundhafen
- 33. Fernmelde-Regiment, Goch
- 34. Fernmelde-Regiment, Alt Duvenstedt